# 水东街道 (钦州市)
水东街道，是中华人民共和国广西壮族自治区钦州市钦南区下辖的一个乡镇级行政单位。

## 行政区划
水东街道下辖以下地区：
东南社区、五里桥社区、小江社区和山塘社区。